# Pont Linesøy
Le pont Linesøy (en norvégien : Linesbrua) est un pont en porte-à-faux et une chaussée qui relie les îles de Linesøya et Stokkøya à Åfjord, en Norvège. Le pont a été ouvert le 7 octobre 2011 et a remplacé le ferry entre Revsnes (puis Kjerkholmen) et Linesøya. Le pont est en béton et mesure 315 mètres de long.